# Вівче
Ві́вче (до 1946 року — колонія Вовче) — село в Україні, у Потіївській сільській територіальній громаді Житомирського району Житомирської області. Чисельність населення становить 35 осіб (2001). У 1923 році — адміністративний центр колишньої однойменної сільської ради.

## Загальна інформація
Розміщене за 20 км північно-західніше Радомишля та за 25 км від залізничної станції Малин.

## Населення
У 1924 році чисельність населення становила 150 осіб (з перевагою населення чеської національности), дворів — 27, у 1926 році — 155 осіб, дворів — 27, у 1941 році — 169 осіб, дворів — 41.
Відповідно до результатів перепису населення СРСР, кількість населення, станом на 12 січня 1989 року, становила 69 осіб. Станом на 5 грудня 2001 року, відповідно до перепису населення України, кількість мешканців села становила 35 осіб, з них 13 чоловіків, 22 жінки, в тому числі одна чешка.

## Історія
Колишня чеська колонія, заснована у другій половині XIX століття. До 1923 року входила до складу Потіївської волості Радомисльського повіту Київської губернії.
У 1923 році включена до складу новоствореної Вовчанської сільської ради, адміністративний центр ради. 16 січня 1923 року Вовчанську сільську раду ліквідовано, колонію підпорядковано Облітківській сільській раді, яка 7 березня 1923 року увійшла до складу новоутвореного Потіївського району Малинської округи. У 1941 році підпорядковане Потіївській сільській раді Потіївського району Житомирської області. У 1946 році віднесена до категорії сіл з найменуванням Вівче.
2 вересня 1954 року, відповідно до рішення Житомирського облвиконкому № 1087 «Про перечислення населених пунктів в межах районів Житомирської області», село передане до складу Облітківської сільської ради Потіївського району. 21 вересня 1959 року, в складі сільської ради, увійшло до Радомишльського району, 30 грудня 1962 року — Малинського району, 4 січня 1965 року — до складу відновленого Радомишльського району Житомирської області. 27 липня 1965 року підпорядковане Новобудській сільській раді Радомишльського району. 19 березня 1973 року, відповідно до рішення Житомирського ОВК № 116 «Про зміни в адміністративно-територіальному поділі Житомирського, Новоград-Волинського і Радомишльського районів», село включене до складу відновленої Облітківської сільської ради Радомишльського району.
6 серпня 2015 року увійшло до складу новоутвореної Потіївської сільської територіальної громади Радомишльського району Житомирської області. Від 19 липня 2020 року, разом з громадою, в складі новоствореного Житомирського району Житомирської області.